# Jingzhou
Jingzhou is een Stad in de gelijknamige prefectuur in de Chinese provincie Hubei, Volksrepubliek China. De stadsprefectuur wordt in tweeën gedeeld door de Yangtze. Door Jingzhou loopt de nationale weg G318.
Bij de volkstelling van 2020 had de stad 950.215 inwoners, de gehele prefectuur had 5.231.180 inwoners.

## Stedenbanden
Jingzhou heeft een stedenband met:
- Aizuwakamatsu (Japan), sinds 1991